# Naters en Pancrasgors
Het waterschap Naters en Pancrasgors was een waterschap in de gemeente Naters (later Rockanje) in de Nederlandse provincie Zuid-Holland.
Het waterschap was in 1811 ontstaan als de (gedeeltelijke) rechtsopvolger van het Ambacht Naters en Pancrasgors.
Het waterschap was verantwoordelijk voor de waterhuishouding in de polders.